# Nissan 300ZX
Der Nissan 300ZX ist ein Sportwagen mit Frontmotor und Hinterradantrieb der Marke Nissan, der von Ende 1983 bis Mitte 2000 als Nachfolger des erfolgreichen 280ZX gebaut wurde. In Europa war er bis Spätsommer 1995 erhältlich, während er in den USA noch bis Ende 1996 verkauft wurde.

## 300ZX (Z31, 1983–1989)
Der Z der dritten Generation kam Anfang 1984 auf den Markt und trug zunächst die Bezeichnung Datsun 300ZX. Ab Ende 1985 verwendete das Werk dann weltweit die Markenbezeichnung Nissan für alle Fahrzeuge.
Die im Vergleich zum Vorgänger windschlüpfigere Karosserie war ein Entwurf von Kazumasi Takagi und seinem Team.
Anstelle des vormaligen Reihensechszylinders kamen im 300ZX erstmals V6-Triebwerke zum Einsatz. Den neuen Dreiliter mit obenliegender Nockenwelle gab es in Europa als Saugversion (Typ VG30E) mit 125 kW (170 PS) oder als Turbolader-Version (Typ VG30ET) mit 168 kW (228 PS). Ab Juli 1987 verringerte sich beim Turbo die Leistung durch den Einsatz eines geregelten Drei-Wege-Katalysators auf 149 kW (203 PS). Die Motorleistung der Saugversion für die USA wird mit 200 SAE-PS angegeben.
In Japan, wo der Wagen Nissan Fairlady genannt wurde, gab es darüber hinaus die Modelle Z, ZG, ZR und ZR II spec mit Zweiliter-Sechszylindermotoren. Zum Einsatz kamen zunächst ein V6-Turbo mit 126 kW (172 PS), später ein Reihensechszylinder-Turbomotor mit 160 kW (218 PS). Damit bot Nissan auch in der steuerbegünstigten Klasse unter zwei Liter Hubraum leistungsstarke Sportwagen an.
Das Fahrwerk ähnelte demjenigen des 280ZX und besaß eine vordere Federbeinachse und hintere Längslenker. Alle Turbo-Modelle erhielten dreifach verstellbare, elektronisch geregelte Stoßdämpfer.
Angeboten wurden eine 2+2-sitzige Variante auf längerem Radstand und der kürzere reine Zweisitzer (letzterer nicht in Deutschland).

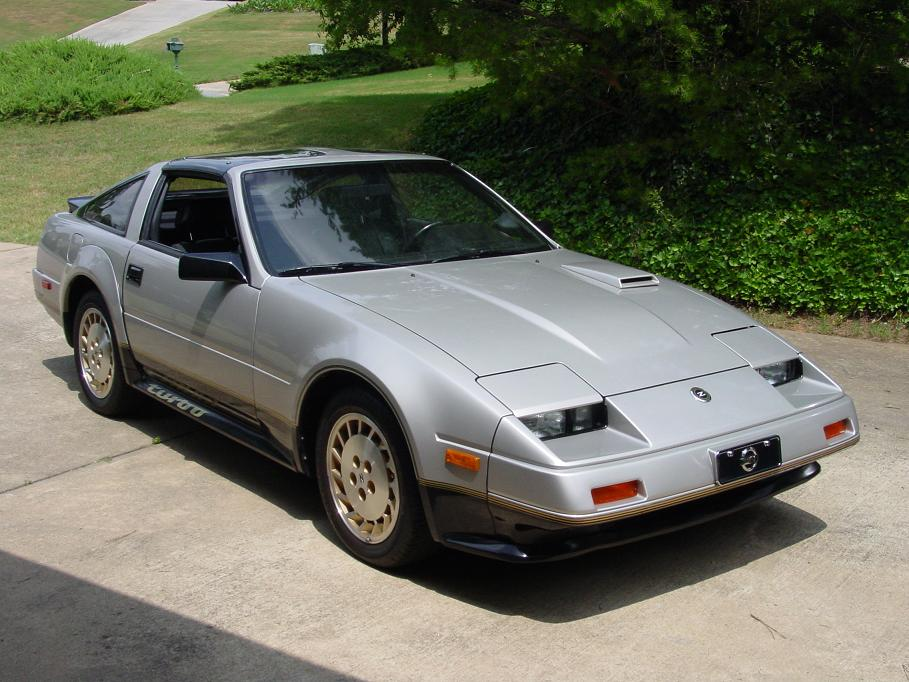
Nissan 300ZX 50th Anniversary Edition (1984)
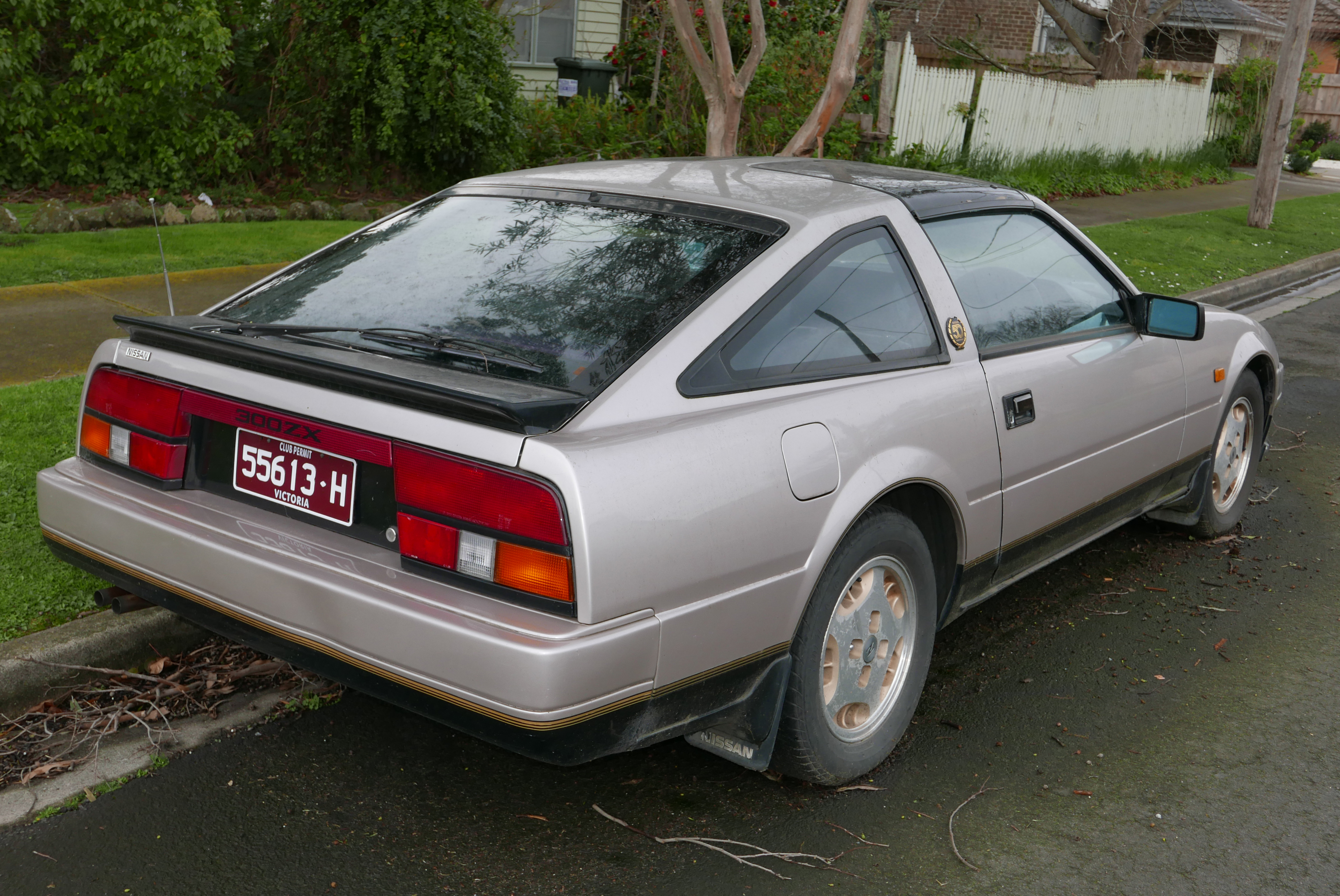
Heckansicht
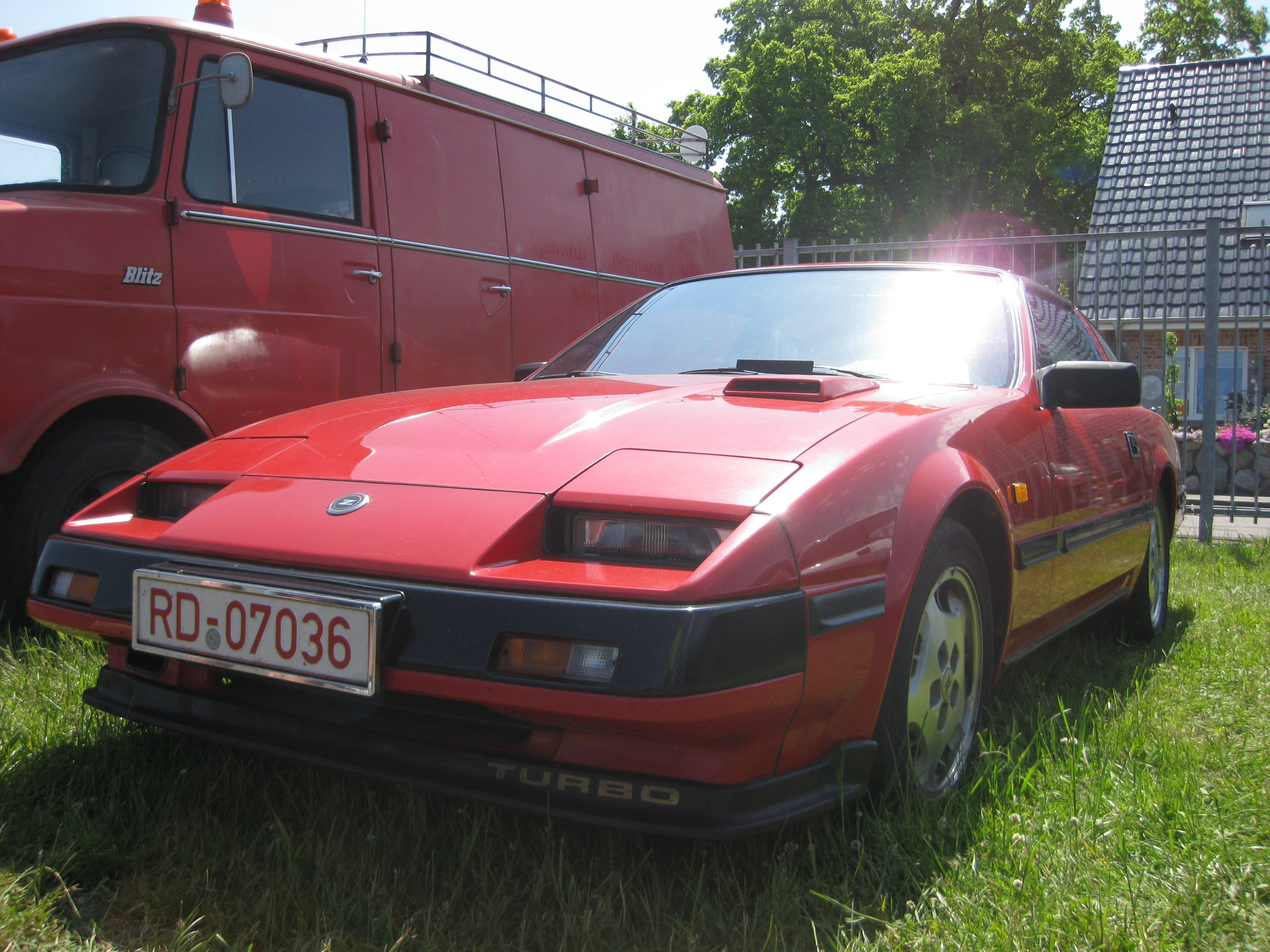
300 ZX Turbo Frontansicht
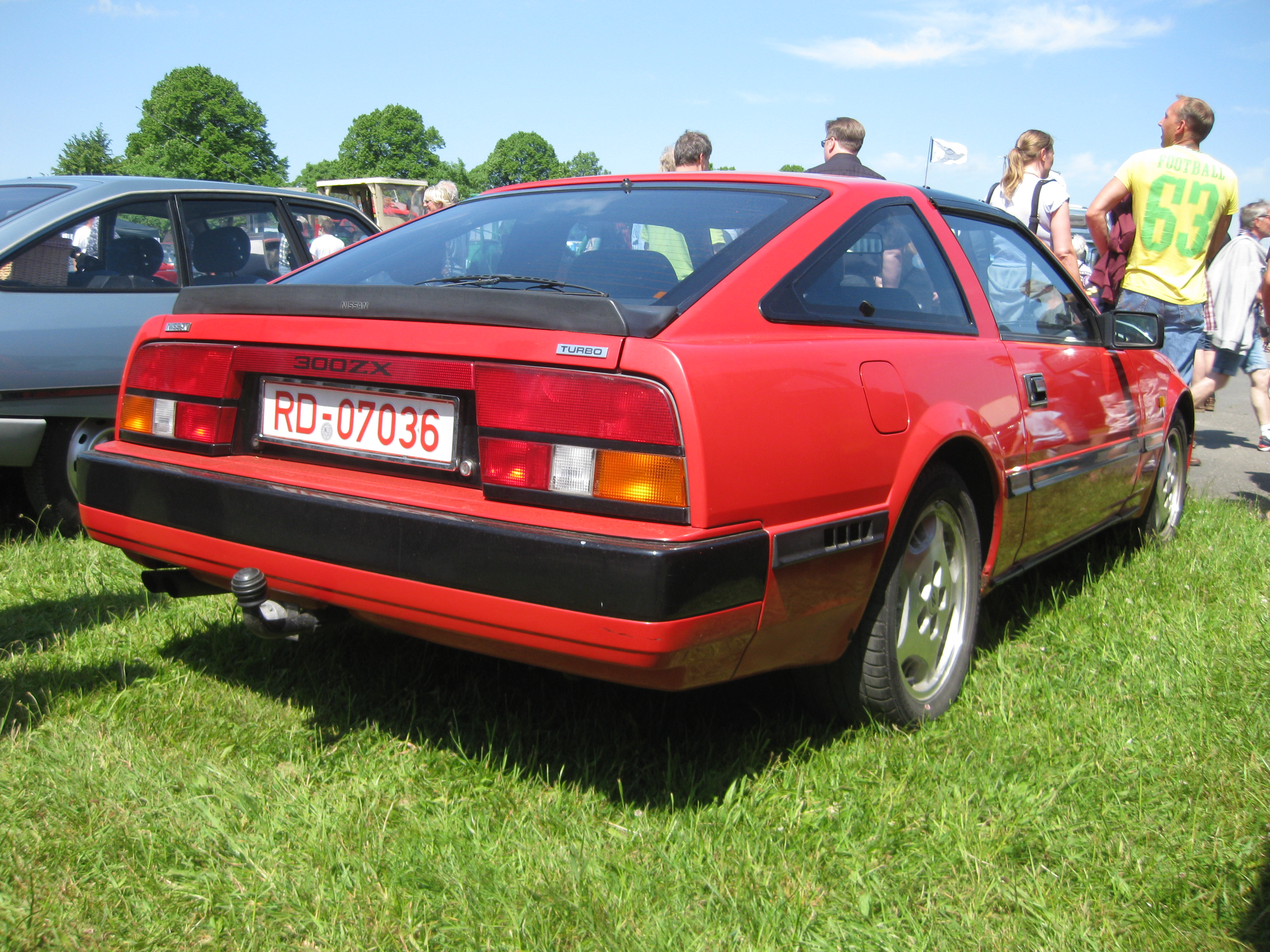
300 ZX Turbo Heckansicht

### Modellpflege
Im Herbst 1985 erhielt der 300ZX ein Facelift. Der Gummiheckspoiler wich einem Exemplar aus glasfaserverstärktem Kunststoff mit integrierter dritter Bremsleuchte.
Im Juli 1987 wurde die Karosserie erneut einem Facelift unterzogen, bei dem die Hutze auf der Motorhaube entfiel und seitliche Schwellerschürzen hinzukamen. Die Stoßfänger waren aerodynamisch günstiger ausgeführt, in den Frontspoiler wurden Nebelscheinwerfer integriert und das am Heck sitzende Reflektorband mit 300ZX-Schriftzug machte breiteren Rückleuchten Platz, die über die gesamte Wagenbreite liefen. Die dritte Bremsleuchte wanderte an den oberen Rand der Heckklappe.

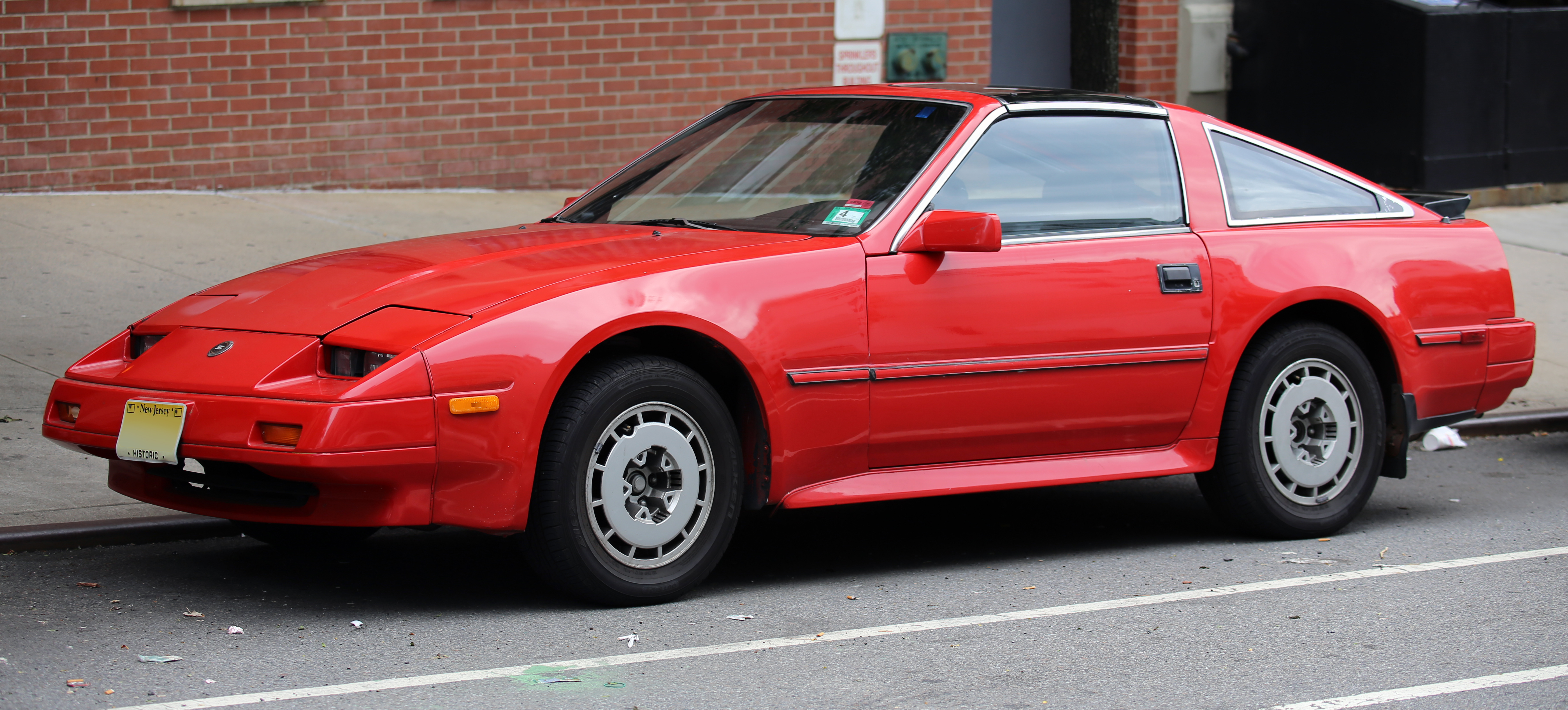
Nissan 300ZX (1987–1989)
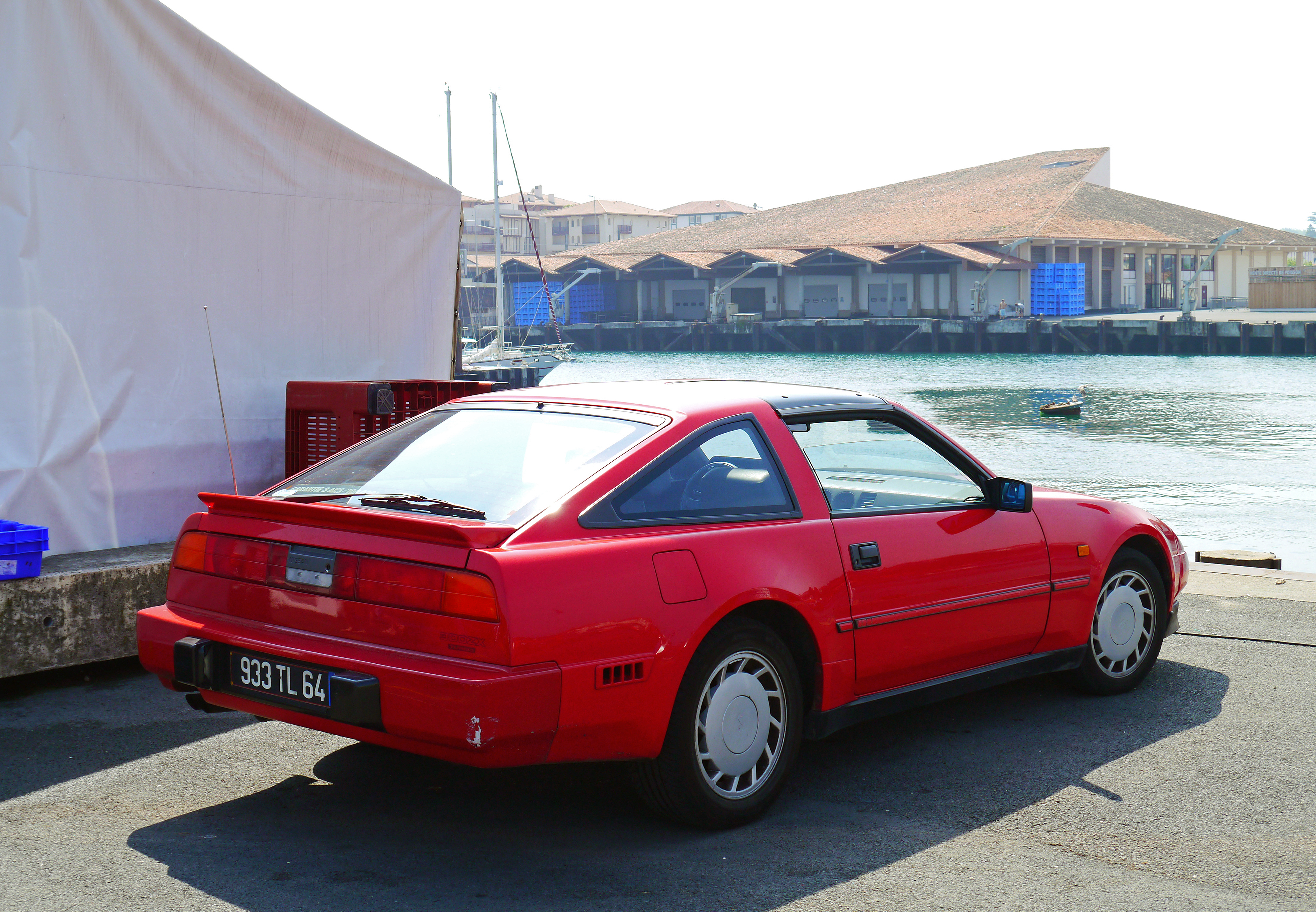
Heckansicht

Der 300ZX war von den Stückzahlen her der bislang erfolgreichste Vertreter der Z-Serie, allein im Jahr 1985 wurden über 70.000 Stück verkauft.
Im Spätherbst 1989 wurde der Z31 durch den 300ZX der Serie Z32 abgelöst.

## 300ZX (Z32, 1989–2000)
Ende 1989 kam der 300ZX (Code: Z32) auf den heimischen Markt. Anfangs gab es nur den 300ZX Twin Turbo, der über einen Twinturbo-V6-Motor mit drei Litern Hubraum und einer Leistung von 208 kW (283 PS) verfügte (mit Automatik: 268 PS), die abgeregelte 250 km/h ermöglichten. Die Saugmotor-Variante des gleichen Triebwerkes verfügte über 165 kW (225 PS), wurde jedoch nicht in Europa angeboten. In Deutschland wurde der 300ZX von Mai 1990 bis September 1995 verkauft.
Das Fahrzeug wurde in drei Ausführungen angeboten: als rein zweisitziges Coupé, als 2+2-sitziges Coupé und ab Frühjahr 1993 auch als zweisitziges Cabriolet. Letzteres gab es nur mit dem Saugmotor. Die beiden Coupé-Versionen sind mit einem zweiteiligen T-bar- Glasdach ausgestattet, das man bei Bedarf auch abnehmen kann. Das Cabrio wurde vor allem in den USA in großen Stückzahlen verkauft. Seine Produktion wurde bereits Ende 1996 eingestellt.
Die Ausstattung war für den damaligen Standard bei allen Modellen reichhaltig. Neben serienmäßigen elektrischen Fensterhebern, einer vollwertigen Soundanlage, die ab 1994 auch ab Werk mit einem CD-Radio gekoppelt werden konnte, und dem T-bar-Dach (beim Coupé) gab es außerdem Nissans selbst entwickelte Allradlenkung HICAS.
Im Sommer 2000 lief die Fertigung des 300ZX aus, zunächst ohne Nachfolger. Erst Mitte 2002 kam mit dem 350Z ein Nachfolger auf den Markt.
Der Doppelturbo-Motor des 300ZX fand ab 1993 Verwendung in dem Oberklassecoupé Autech Gavia Zagato, das in Kleinstserie bei Zagato in Italien aufgebaut wurde.

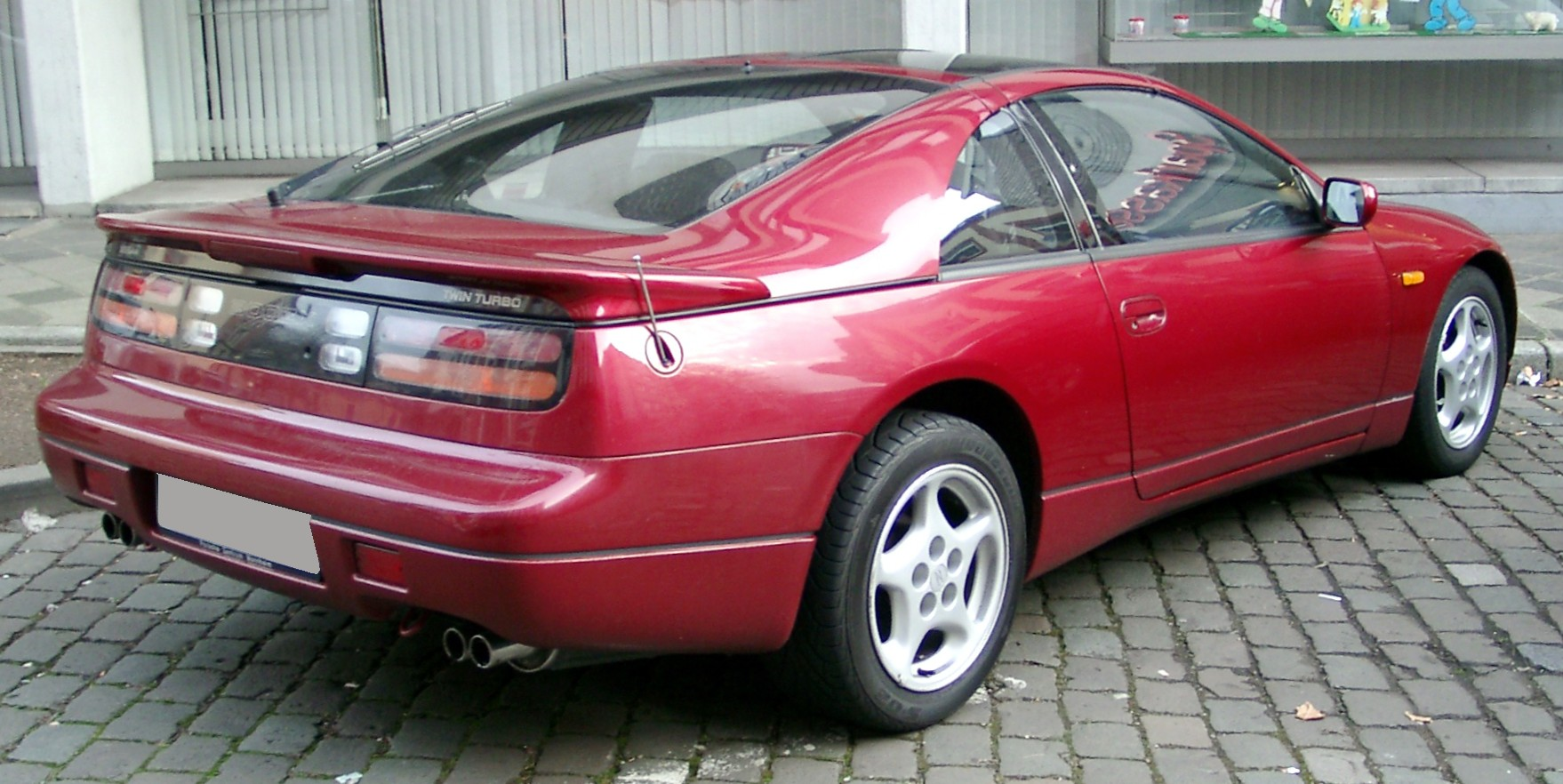
Heckansicht
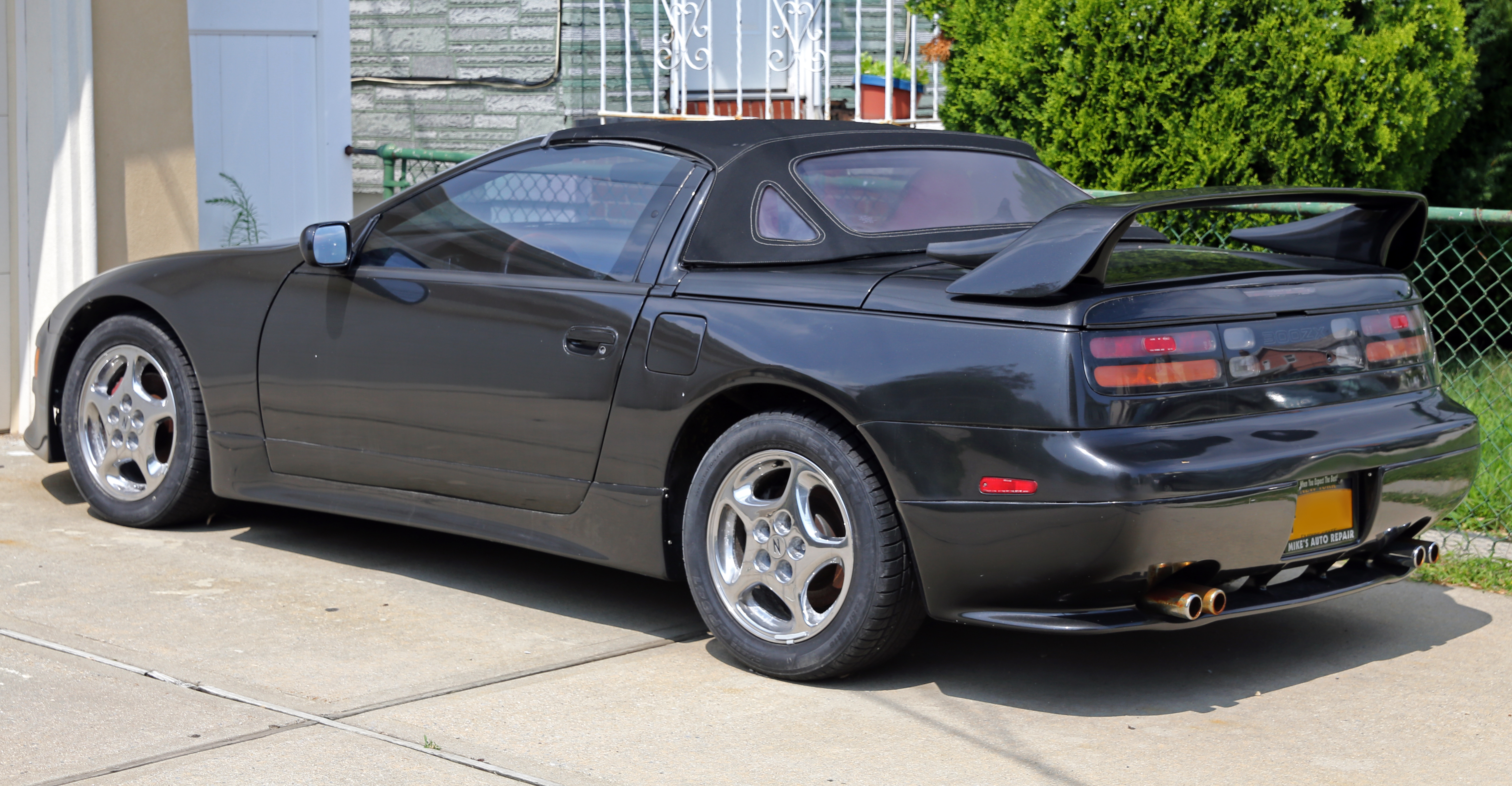
Nissan 300ZX Cabriolet (1993–1996)

### Technische Daten
| Technische Daten Nissan 300ZX (Z32, 1995) | | |
| Nissan 300ZX                              | 3.0 V6 Sauger                                                                                            | 3.0 V6 Biturbo                                                                                           |
| Motor:                                    | 6-Zylinder-V-Motor (Viertakt) Bankwinkel 60°                                                             | 6-Zylinder-V-Motor (Viertakt) Bankwinkel 60°                                                             |
| Motortyp:                                 | VG30DE                                                                                                   | VG30DETT                                                                                                 |
| Hubraum:                                  | 2960 cm³                                                                                                 | 2960 cm³                                                                                                 |
| Bohrung × Hub:                            | 87 × 83 mm                                                                                               | 87 × 83 mm                                                                                               |
| Leistung bei 1/min:                       | 169 kW (230 JIS-PS) bei 6400                                                                             | 208 kW (286 PS) bei 5600                                                                                 |
| Max. Drehmoment bei 1/min:                | 275 Nm bei 4800/min                                                                                      | 400 Nm bei 3400/min                                                                                      |
| Verdichtung:                              | 10,5:1                                                                                                   | 8,5:1 |
| Gemischaufbereitung:                      | Elektronische Einspritzung                                                                               | Elektr. Einspritzung, 2 Turbolader Garrett T-25, Ladeluftkühler                                          |
| Ventilsteuerung:                          | 2 × DOHC, Zahnriemen, 4 Ventile pro Zylinder                                                             | 2 × DOHC, Zahnriemen, 4 Ventile pro Zylinder                                                             |
| Kühlung:                                  | Wasserkühlung                                                                                            | Wasserkühlung                                                                                            |
| Getriebe:                                 | Fünfgangschaltgetriebe Viergangautomatik                                                                 | Fünfgangschaltgetriebe Viergangautomatik                                                                 |
| Radaufhängung vorn:                       | Querlenker mit Zugstrebe unten, Schrägquerlenker mit Gelenk oben, Schraubenfedern                        | Querlenker mit Zugstrebe unten, Schrägquerlenker mit Gelenk oben, Schraubenfedern                        |
| Radaufhängung hinten:                     | Dreieckslenker unten mit Axialstrebe, Querlenker unten mit Diagonalstrebe, Schraubenfedern               | Dreieckslenker unten mit Axialstrebe, Querlenker unten mit Diagonalstrebe, Schraubenfedern               |
| Bremsen:                                  | Innenbelüftete Scheibenbremsen rundum (Durchmesser vorne/hinten 28,0/29,7 cm), Bremskraftverstärker, ABS | Innenbelüftete Scheibenbremsen rundum (Durchmesser vorne/hinten 28,0/29,7 cm), Bremskraftverstärker, ABS |
| Lenkung:                                  | Zahnstangenlenkung, servounterstützt mit hydraulischer Allradlenkung "Super Hicas"                       | Zahnstangenlenkung, servounterstützt mit hydraulischer Allradlenkung "Super Hicas"                       |
| Karosserie:                               | Stahlblech, selbsttragend                                                                                | Stahlblech, selbsttragend                                                                                |
| Spurweite vorn/hinten:                    | 1495/1535 mm                                                                                             | 1495/1535 mm                                                                                             |
| Radstand:                                 | Zweisitzer/Cabrio: 2450 mm 2+2: 2570 mm                                                                  | Zweisitzer/Cabrio: 2450 mm 2+2: 2570 mm                                                                  |
| Abmessungen:                              | Zweisitzer/Cabrio: 4310 × 1790 × 1250 mm 2+2: 4525 × 1800 × 1250 mm                                      | Zweisitzer/Cabrio: 4310 × 1790 × 1250 mm 2+2: 4525 × 1800 × 1250 mm                                      |
| Leergewicht:                              | 1460 kg 2+2: 1500 kg Cabrio: 1520 kg                                                                     | 1510 kg 2+2: ab 1510 kg, Europa 1600–1660 kg                                                             |
| Höchstgeschwindigkeit:                    | 235 km/h                                                                                                 | 250 km/h (elektronisch abgeregelt)                                                                       |
| 0–100 km/h:                               | 7,0 s | 5,3 s |
| Verbrauch (Liter/100 Kilometer):          | ca. 9–15 S (Schätzung)                                                                                   | 14,5–14,9 S ECE-Norm, Stadtverkehr                                                                       |
| Preis (1995):                             | DM -- SFr -- (Cabrio)                                                                                    | DM 100.245 SFr 89.580 US-$ 41.409                                                                        |